# The Night Beyond the Tricornered Window
The Night Beyond the Tricornered Window (さんかく窓の外側は夜 Sankaku mado no sotogawa wa yoru?, "La noche fuera de la ventana triangular") es una serie de manga escrita e ilustrada por Yamashita Tomoko. Se publicó mensualmente en la revista BL (boys love) Magazine Be×Boy desde el 7 de marzo de 2013 hasta el 7 de diciembre de 2020. Al finalizar, fue recopilada por la editorial Libre en 8 volúmenes tankōbon. En lengua española, ha sido la editorial Panini Manga quien se ha encargado de la traducción y distribución en España y otros países de Latinoamérica. El primer tomo traducido salió a la venta el 24 de octubre de 2022.
Luego del éxito cosechado por la serie manga original, la historia tuvo dos adaptaciones audiovisuales. La primera, una película de acción real, se estrenó el 22 de enero de 2021; mientras que la segunda, una serie de televisión de anime que estuvo bajo la producción de Zero-G, estando al aire por 12 episodios entre octubre y diciembre de 2021.

## Argumento
Mikado Kōsuke es un común empleado de librería, sin embargo, desde su infancia posee la habilidad de ver fantasmas, lo cual le aterra. Un día conoce Hiyakawa Rihito, un extravagante exorcista que reta las convenciones sociales. Hiyakawa, igual que Mikado, es capaz de ver fantasmas; pero, con la ayuda del cuerpo de Mikado, también puede exorcizarlos. Así, ambos entablan una inusual relación de compañerismo. Conforme ambos se conocen y trabajan juntos, descubren que una serie de incidentes sobrenaturales conduce hasta el nombre de Erika Hiura, una estudiante de bachillerato que trabaja como mercenaria y nigromante maldiciendo a otras personas. Entre más investigan, Mikado empieza a sospechar que Hiyakawa esconde un secreto.

## Otros soportes

### Audiodrama en CD
De forma paralela a la publicación el tomo 7 de la serie manga, salió al mercado una lectura dramatizada en CD el 10 de abril de 2019. Contó con las participaciones, en los roles principales, de Haruki Ishiya (Mikado Kōsuke) y Taito Han (Hayakawa Rihito). El 10 de febrero de 2020, a la par del octavo volumen del manga original, se lanzó una segunda adaptación que, además, contuvo una historia especial para esa ocasión.

### Película de acción real
En enero de 2020, se enunció una adaptactión del manga original al formato de una película de acción real. En los roles protagónicos, contó con las actuaciones de Shison Jun (Kōsuke Mikado), Okada Masaki (Hiyakawa Rihito) y Hirate Yurina (Hiura Erika). En la dirección, estuvo a cargo de Morigaki Yukihiro, sobre el guion de Aizawa Tomoko. El tema principal de la banda sonora, "Darken" (暗く黒く kuraku kuroku?), fue interpretado por la banda de j-pop Zutomayo.

### Anime
Posterior a la adaptación fílmica, la propia revista que publicó el manga, Magazine Be×Boy, anunció, en su número del 7 de enero de 2021, que se produciría una adaptación anime de la historia. La serie fue producida por Zero-G y contó con la dirección de Yasuda Yoshitaka, quien también se encargó del diseño de personajes. Otros nombres de la dirección fueron: Iwanaga Daiji, director en jefe; Sekine Asumi, dirección del guion; y Evan Call, banda sonora. El tema de apertura u opening, "Saika" (サイカ saika?), estuvo a cargo de la banda j-rock Frederic; mientras que el de cierre, "Breakers", fue interpretado por Hatano Wataru. Finalmente, la serie estuvo al aire desde el 3 de octubre al 19 de diciembre de 2021 en las señales de las emisoras japonesas Tokyo MX, SUN y BS Fuji. La serie fue licenciada para su distribución mundial por el servicio de streaming Crunchyroll.